# فانی ایتون
فانی ایتون (۲۳ ژوئن ۱۸۳۵ - ۴ مارس ۱۹۲۴) یک مدل و خدمتکار خانگی متولد جامائیکا بود. وی بیشتر به عنوان مدلی برای انجمن برادری پیشارافائلی و محفل آنها در انگلیس بین سال‌های ۱۸۵۹ تا ۱۸۶۷ شناخته می‌شود. اولین حضور وی در نقاشی سیمون سلیمان مادر موسی بود که در سال ۱۸۶۰ در آکادمی سلطنتی به نمایش درآمد. وی همچنین در آثاری از دانته گابریل روزتی، جان اورت میلی، جوانا ماری بویس، ربکا سلیمان و دیگران حضور داشت.

## نگارخانه

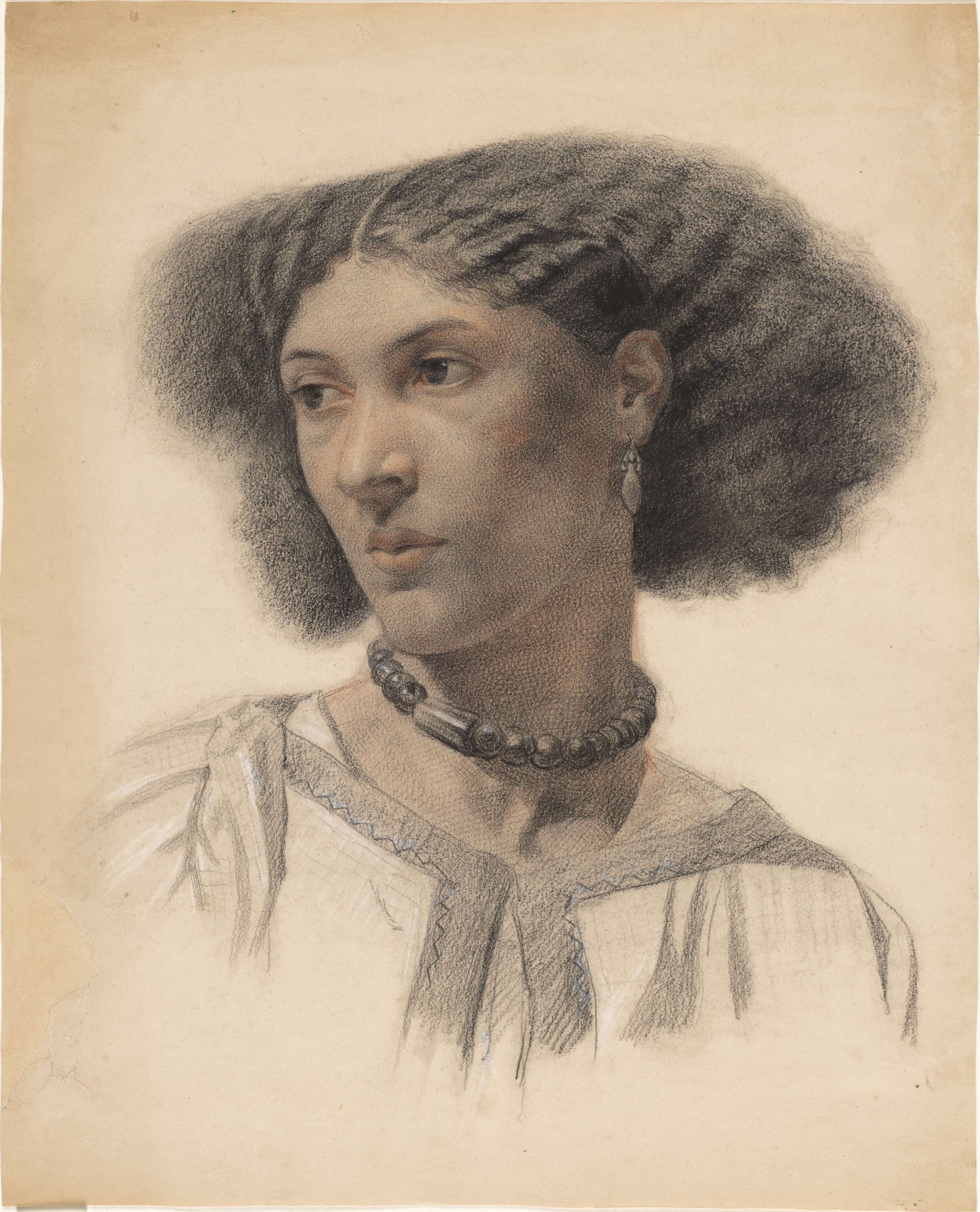
(۱۸۵۹)
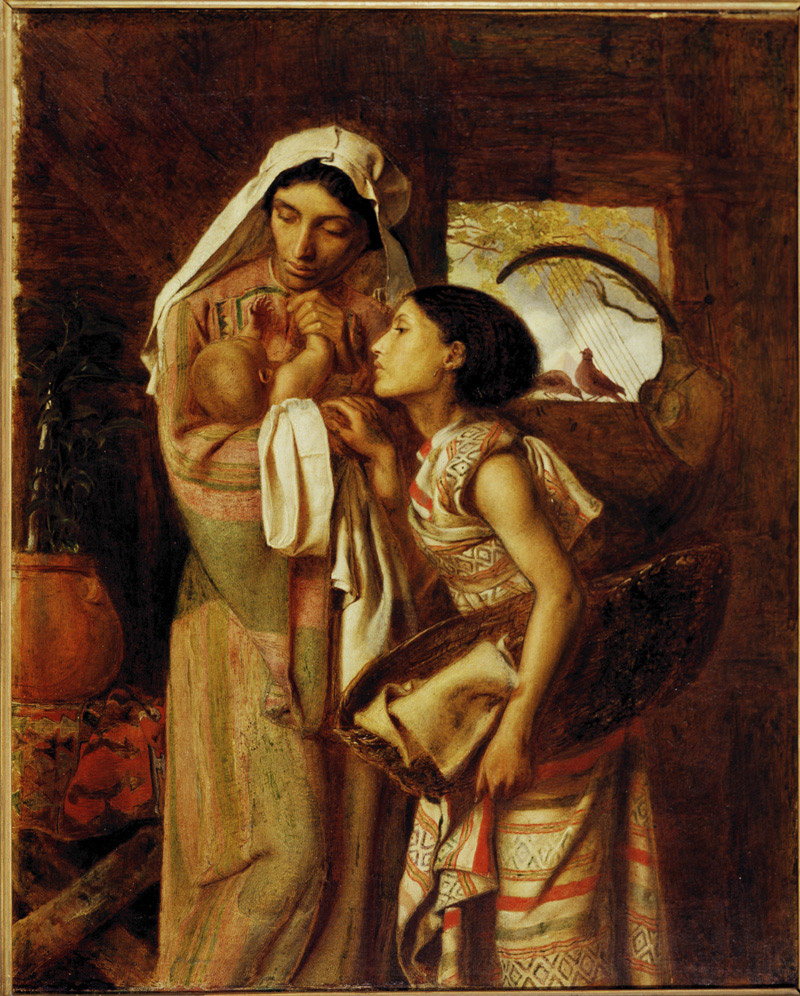
(حدود ۱۸۶۰)
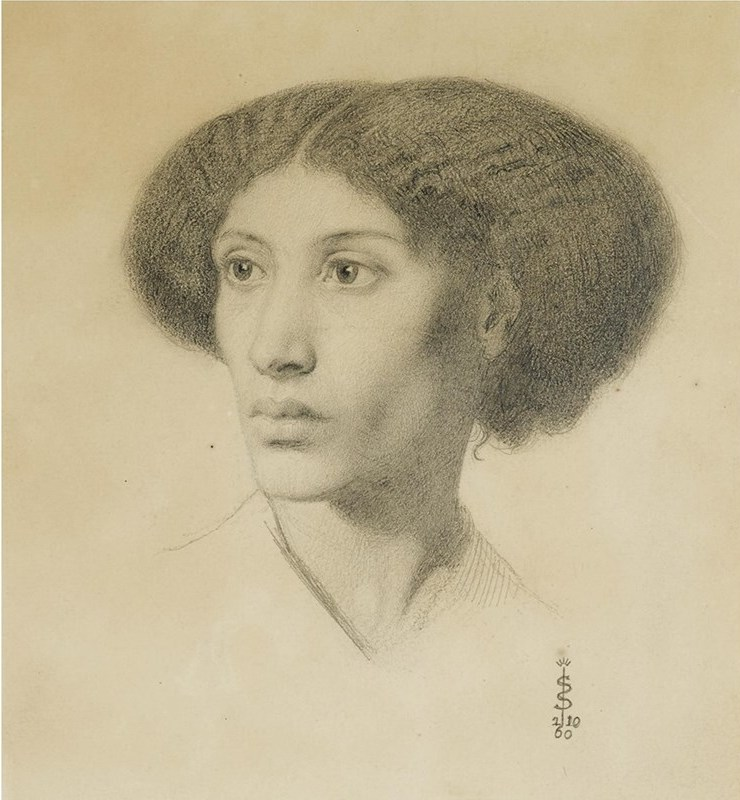
(حدود ۱۸۶۰)
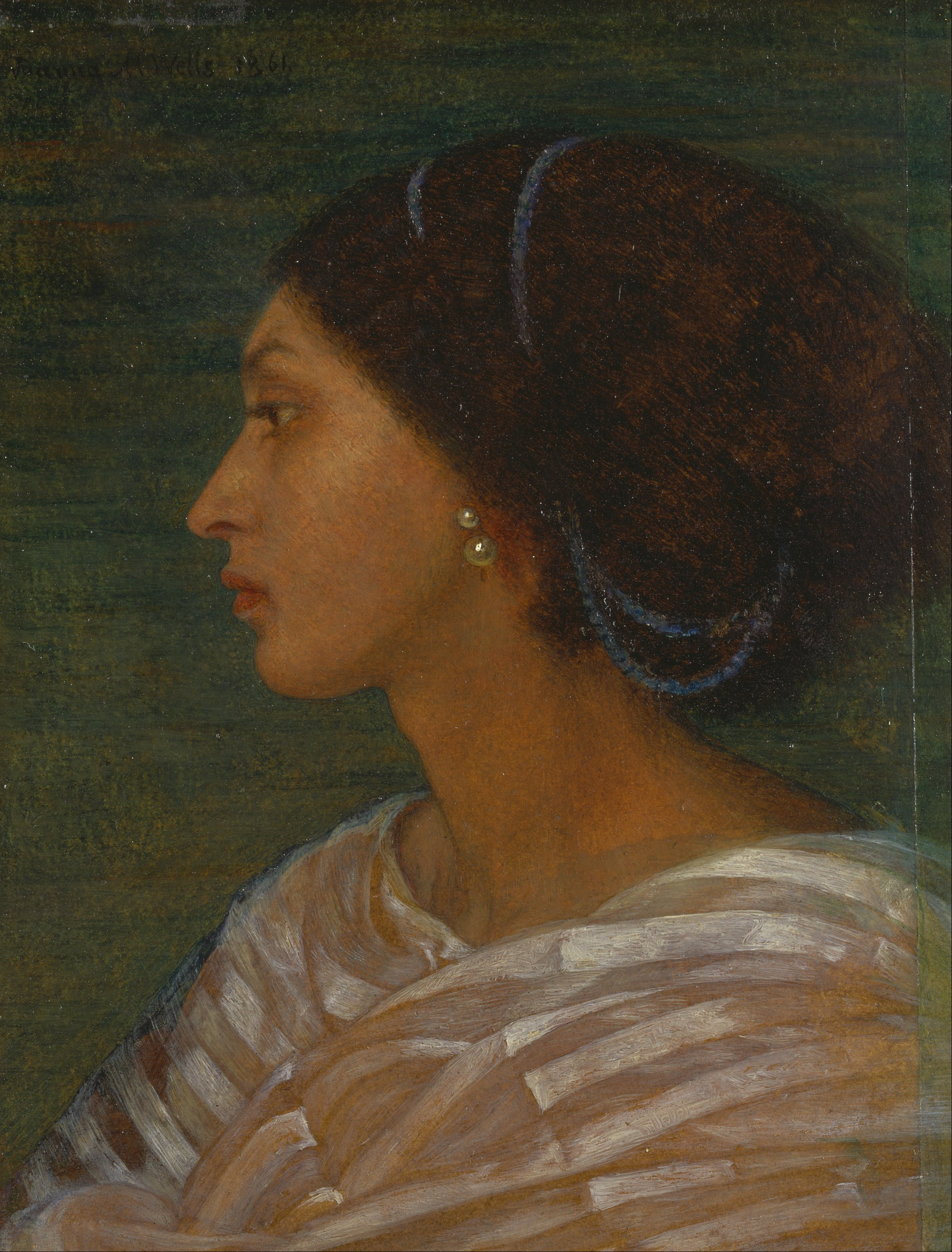
(حدود ۱۸۶۰)
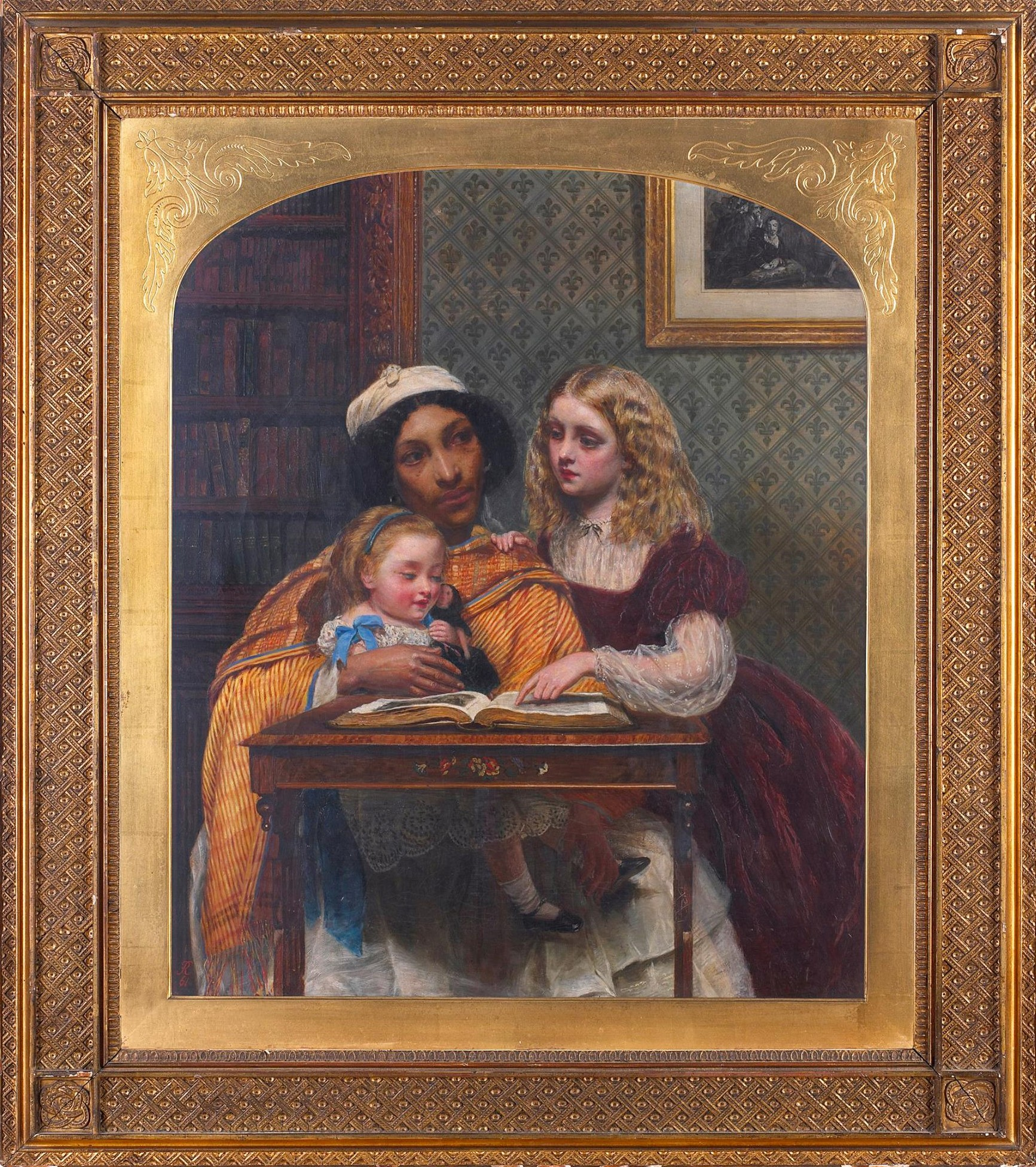
(۱۸۶۱)
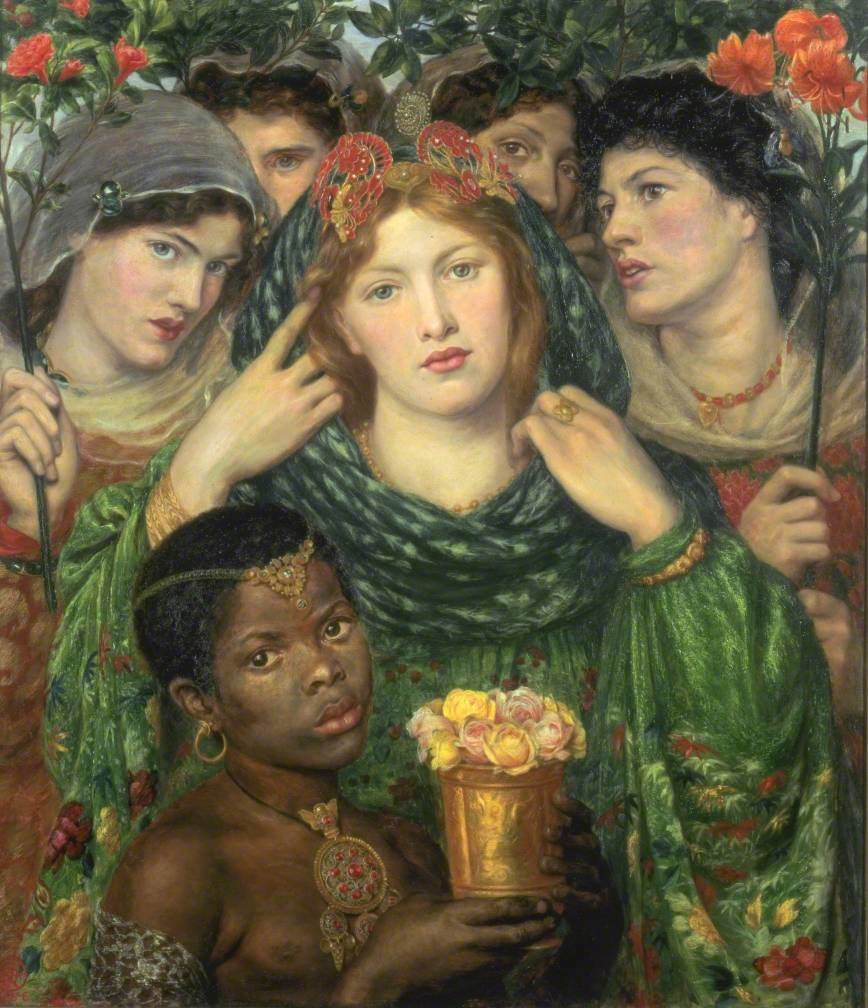
(۱۸۶۵)
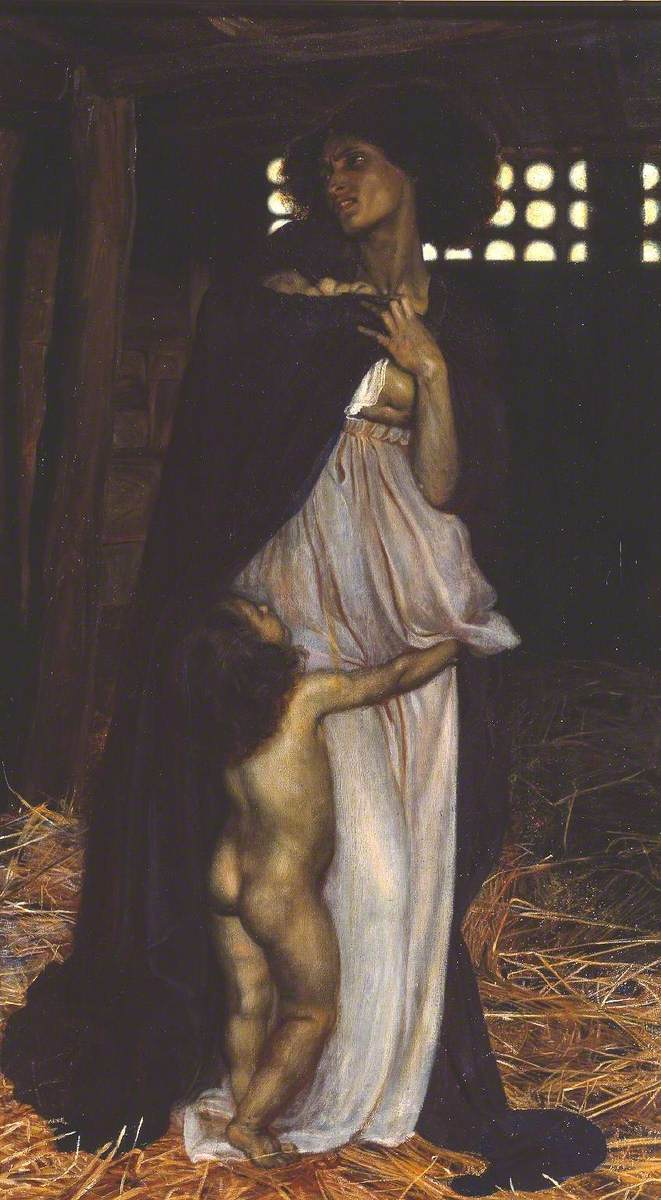
(۱۸۸۶)

### یادداشت
۱ ^ خانواده ایتون معتقد است که فانی ایتون همچنین مدلی برای ویلیام بلیک ریچموند ۱۸۸۶ نقاشی رنگ و برده بود.

## برای مطالعهٔ بیشتر
- Figes, L. (2019) «فانی ایتون: موزه جامائیکا پیشارافائلی». ArtUK.org

1. ↑  Figes, L (23 October 2019). "Fanny Eaton: Jamaican Pre-Raphaelite muse". ArtUK.org. Retrieved 18 November 2020.